# Trevor Francis
Trevor John Francis (ur. 19 kwietnia 1954 w Boxhill, Plymouth, zm. 24 lipca 2023 w Marbelli) – angielski piłkarz, trener.

## Kariera piłkarska

### Birmingham City
Trevor rozpoczął swoją karierę w 1971 roku, podpisując kontrakt z Birmingham City. Zadebiutował już w wieku 16 lat. W pierwszym sezonie zdobył 15 goli w 22 meczach. W Birmingham grał przez 8 lat, aż do 1979, a jego dorobek wynosi 280 spotkań i 119 strzelonych bramek. W okresie, kiedy był piłkarzem Birminghamu na jeden sezon (1978/1979) był wypożyczony do amerykańskiego klubu Detroit Express (rozegrał tam 38 meczów i strzelił aż 39 goli).

### Nottingham Forest
Następnie Francis zmienił klub na Nottingham Forest F.C., który zapłacił za niego milion funtów, co wówczas było najwyższą kwotą transferową w historii futbolu. W barwach tego klubu dwukrotnie zdobył Puchar Europy Francis zdobył jedyną, zwycięską bramkę w finale Puchar Europy 1978/1979 przeciwko szwedzkiemu Malmö FF.

### Manchester City
W 1981 Francis został sprzedany do Manchesteru City. W ciągu roku rozegrał tam 26 meczów i strzelił 12 bramek.

### UC Sampdoria
Kolejnym zespołem Trevora Francisa była włoska UC Sampdoria. Grał w niej przez trzy lata – do 1985 – jego dorobek to 68 spotkań i 17 goli. Z drużyną z Genuy Francis zdobył Puchar Włoch w 1985.

### Atalanta Bergamo
Kolejna zmiana klubu nastąpiła w 1985 – nową drużyną Anglika była Atalanta BC, do której Francis przeszedł za 800 tysięcy funtów. Zagrał tam 21 razy i strzelił jedną bramkę.

### Rangers
Następnie angielski zawodnik grał w drużynie ze Szkocji – Rangers FC. Został sprzedany zaledwie za 75 tysięcy funtów. W Glasgow rozegrał tylko jeden sezon – wystąpił w 18 spotkaniach, nie udało mu się jednak zdobyć żadnej bramki.

### Queens Park Rangers
Od 1988 roku Francis występował w ekipie Queens Park Rangers, gdzie był grającym trenerem. Do 1991 roku zagrał 32 mecze, oraz strzelił 12 bramek.

### Sheffield Wednesday
W 1991 roku Anglik podpisał kontrakt z Sheffield Wednesday, gdzie w 1994 roku zakończył karierę. Podobnie jak w wypadku QPR był grającym trenerem. W barwach „The Owls” Francis zagrał 89 razy i strzelił 9 bramek.

### Kariera reprezentacyjna
W latach 1976–1986 Trevor Francis grał dla reprezentacji Anglii, w której rozegrał 52 meczów oraz strzelił 12 goli. Wystąpił na mistrzostwach świata w 1982 roku.

## Kariera trenerska

### Birmingham City
W 1996 roku Trevor John Francis został trenerem Birmingham City. Prowadził on drużynę „The Blues” przez 5 lat – do 2001.

### Crystal Palace
Od 2001 roku po czym zaczął trenować Crystal Palace. W 2003 odszedł z tego klubu i nie zasiadł już na ławce trenerskiej.

## Sukcesy
Podczas kariery piłkarskiej największym sukcesem było dwukrotne zwycięstwo w Pucharze Europy z drużyną Nottingham Forest, natomiast w karierze trenerskiej największym osiągnięciem był awans do finału Pucharu Anglii w 1993 roku wraz z Sheffield Wednesday, gdzie był grającym trenerem.